# Konzepte (Zeitschrift)
Konzepte. Zeitschrift für Literatur ist eine seit 1985 jährlich erscheinende deutschsprachige Literaturzeitschrift. Sie wird herausgegeben vom Bundesverband junger Autoren und Autorinnen (BVjA).
In „Konzepte“ erscheinen bislang unveröffentlichte Beiträge aus den Bereichen Lyrik, Prosa, Essay, gleichfalls Gedichtübersetzungen (vorwiegend aus dem Englischen) und der Fotografie, die erstmals der Öffentlichkeit vorgestellt werden. Die Zeitschrift versammelt Texte arrivierter und junger Autoren. Ein Kritikteil informiert über die wichtigsten Neuerscheinungen des Jahres.
Das erklärte Konzept dieser Literaturzeitschrift besteht darin, Werke von bereits etablierten Autoren neben bislang unbekannten Autorenstimmen vorzustellen.

## Geschichte
Die Zeitschrift wurde von Norbert Kron gegründet. Der erste Jahrgang erschien unter dem Titel „Konzepte. Zeitung für Nachwuchsliteratur“ und bestand aus einem vierseitig, in der Mitte gefalteten DIN A3-Blatt. Vorgestellt wurden ausschließlich Nachwuchsautoren. Mit den Jahren entwickelte sich aus der Zeitschrift ein Magazin zur jungen deutschsprachiger Gegenwartsliteratur. Heute erscheint die Zeitschrift im Buchformat und hat etwa 180 Seiten.
Ab der 11. Ausgabe (1999) nannte sich die Zeitschrift „Konzepte. Zeitschrift zur Zeit“ und verfolgte das Ziel, verstärkt auch Essays zu gegenwartsbezogenen Kulturthemen aufzugreifen. Die Chefredaktion hatte Stefan Sprang inne.
Seit der 24. Ausgabe (2004) erscheint sie unter dem heute bekannten Titel „Konzepte. Zeitschrift für Literatur“ und bildet einen Querschnitt der jungen Gegenwartsliteratur. Heute wechseln sich namhafte Autoren mit neuen, unbekannten Schriftstellern ab. Von 1999 bis 2003 hatte Markus Orths die Chefredaktion inne. Seit dem Jahrgang 2003 wird die Zeitschrift von Christine Langer betreut.
„Konzepte“ begleitete den Weg z. B. von Tanja Dückers, Joachim Zelter, Jan Wagner, Kurt Drawert, Ulrike Draesner, Nico Bleutge, Mirko Bonné, Marion Gay, Norbert Hummelt, Ralph Pordzik, Marion Poschmann und Björn Kuhligk.
Friederike Mayröcker, Herta Müller, Oskar Pastior und Rafik Schami stellten ebenfalls neue und unveröffentlichte Werke in der Zeitschrift vor.
Bis heute von Bedeutung und in einem Beitrag im Feuilleton der Süddeutschen Zeitung als „literarisches Bonbon“ gelobt, gelten die in „Konzepte“ abgedruckten Übersetzungen eines Gedichts von Friederike Mayröcker. In der Ausgabe 25 (2005) haben vierzehn Autoren aus aller Welt Mayröckers elementares Gedicht „was brauchst du“ in verschiedene Sprachen übersetzt, darunter Michael Hamburger ins Englische, Cees Nooteboom ins Niederländische und Fuad Rifka ins Arabische.
In der Ausgabe 31 (2011) wurden die Preisträgerbeiträge von Yevgeniy Breyger, Susanne Eules und Cornelia Lotter des Selma Meerbaum-Eisinger Literaturpreises hier erstveröffentlicht.

## Rezeption
Konzepte sei „das Forum für Erstveröffentlichungen aus der Gegenwartsliteratur“, meinte die Schwäbische Post im August 2006 in ihrem Feuilletonteil.
Die Badische Zeitung bezeichnet die Zeitschrift als „ein wichtiges Magazin, das Fenster öffnet ins schriftstellerische Schaffen der Gegenwart“. Die Südwest Presse erwähnt die „Plattform, auf der sich noch unbekannte Autoren bemerkbar machen können“ und erkennt, „wie vielseitig die Mischung des Heftes ist, dass sich (…) um die deutschsprachige Gegenwartsliteratur verdient gemacht hat.“
Konzepte gilt als etablierte Literaturzeitschrift und wird regelmäßig im Feuilleton der deutschen Tageszeitungen besprochen.
Die Zeit, die Süddeutsche Zeitung und die Frankfurter Allgemeine Zeitung greifen zum Zweitdruck auf Beiträge aus der Zeitschrift zurück.

## Chefredakteure
- 1985–1992: Norbert Kron
- 1992–1999: Stefan Sprang[2]
- 1999–2003: Markus Orths
- seit 2003: Christine Langer